# Elizabeth Neall Gay
Elizabeth Neall Gay, nata Elizabeth Johns Neall (Pennsylvania, 7 novembre 1819 – Livingston, 9 dicembre 1907), è stata un'attivista, abolizionista e suffragetta statunitense; fu una delle donne quacchere americane che rifiutarono l'ammissione alla World Anti-Slavery Convention di Londra nel 1840.

## Primi anni di vita
Elizabeth Johns Neall era la figlia di Daniel Neall Sr. e Sarah Mifflin Neall. La sua famiglia era quacchera di Filadelfia e attiva nei movimenti di riforma sociale, in particolare l'abolizione. Suo padre era un dentista. un inventore e presidente della Pennsylvania Hall. Suo nonno materno, Warner Mifflin, era un importante abolizionista quacchero prima e dopo la Rivoluzione americana.

## Attivismo
Elizabeth fece parte del comitato esecutivo della Pennsylvania Female Anti-Slavery Society e fu un ufficiale della Pennsylvania Anti-Slavery Society. Partecipò alla World Anti-Slavery Convention del 1840 a Londra con Lucretia Mott, Mary Grew, Sarah Pugh, Abby Southwick Stephenson, Emily Winslow e Abigail Kimber. Il rifiuto della convenzione di far sedere le donne abolizioniste come delegate spinse la Mott, Elizabeth Cady Stanton ed altri a organizzare il movimento americano per i diritti delle donne negli anni '40 del 1800. Corrispondeva con John Greenleaf Whittier e Lucretia Mott, tra gli altri attivisti quaccheri. Dopo la morte del marito conservò importanti documenti dalla sua vita di editrice, compresi i manoscritti originali degli scritti di James Russell Lowell.

## Vita privata ed eredità
Elizabeth Neall sposò l'editore e scrittore abolizionista Sydney Howard Gay nel 1845. Ebbero quattro figli: anche la figlia Mary Otis Gay Willcox fu attiva nel movimento del suffragio femminile e in altre cause. Suo marito morì nel 1888, mentre lei nel 1907, all'età di 89 anni, nella sua casa di Livingston, New York. Parte della sua corrispondenza si trova nei documenti di Sydney Howard Gay della Columbia University e nei documenti di James Russell Lowell e Sydney Howard Gay della Università Harvard. Sua nipote e omonima, Elizabeth Neall Gay Pierce, fu presidente nazionale delle Colonial Dames of America.